# Opération Moïse

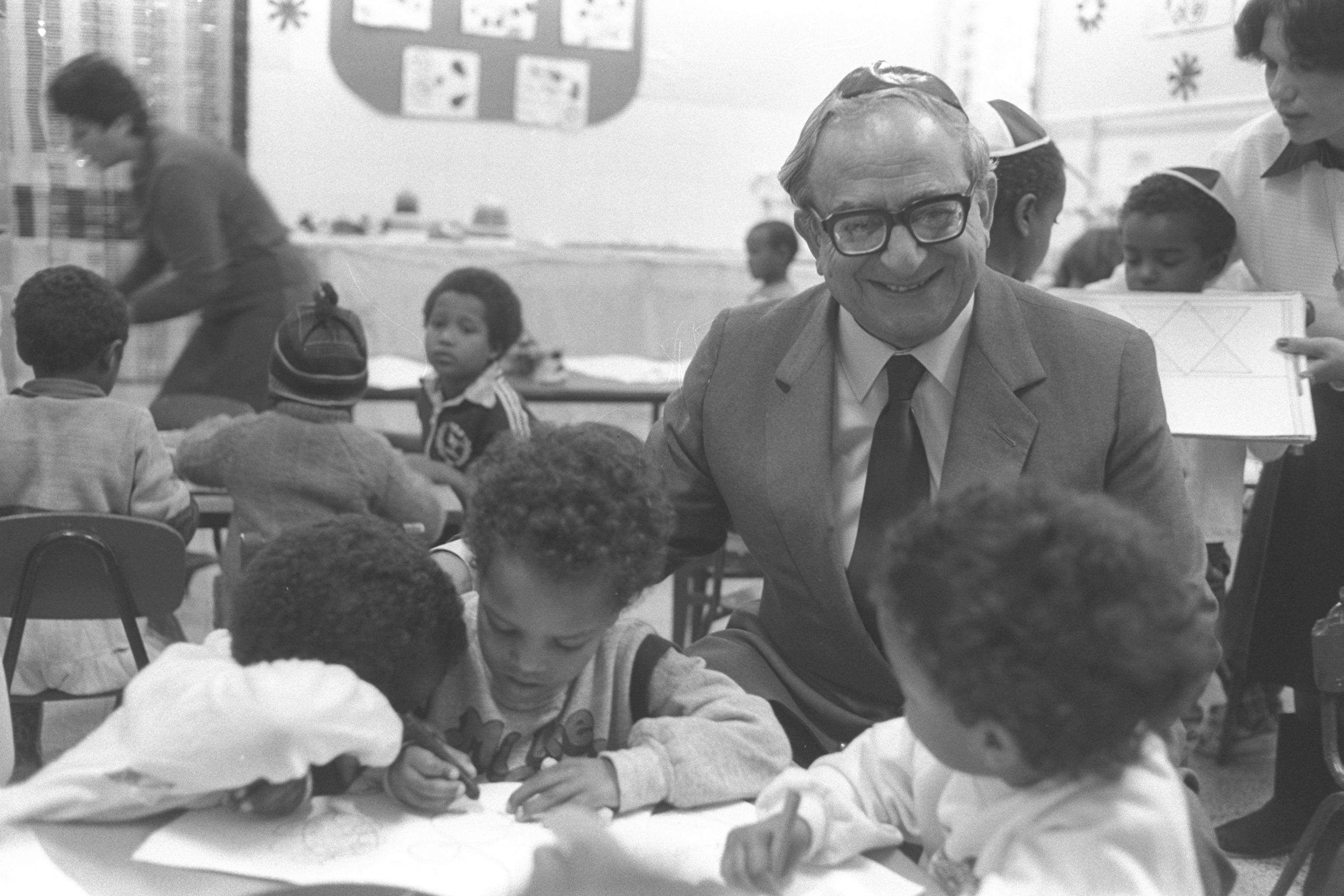
Le ministre israélien de l'éducation et de la culture Yitzhak Navon.

L'opération Moïse (מִבְצָע מֹשֶׁה (Mivtza Moshe)), nommée selon le personnage biblique de Moïse qui ramena les siens sur la Terre promise, est une opération coordonnée entre Tsahal, la CIA, l'ambassade des États-Unis à Khartoum, des mercenaires et des forces militaires de l'État du Soudan pour permettre le transfert clandestin des réfugiés éthiopiens au Soudan identifiés comme Beta Israel (définis comme « Juifs éthiopiens » par les autorités israéliennes) vers l'État d'Israël pendant la famine en Éthiopie de 1984.
Commencée le 21 novembre 1984, l'opération a impliqué le transport aérien par TEA de 8 000 personnes jusqu'au 5 janvier 1985. Des milliers de Beta Israel (autre nom des juifs éthiopiens) avaient fui à pied l'Éthiopie pour rejoindre des camps de réfugiés au Soudan. On estime à 4 000 le nombre de décès au cours de cet exode. Après que le Soudan avait autorisé leur transfert par les Israéliens, les pays arabes firent pression sur le Soudan pour le stopper dès que l'information leur fut parvenue[réf. nécessaire]. Près de mille juifs éthiopiens  furent ainsi bloqués. La plupart finirent par être évacués plus tard lors de l'opération Josué menée par les États-Unis. Plus d'un millier d'enfants se retrouvèrent en Israël, séparés de leur famille restée en Afrique jusqu'à l'opération Salomon qui organisa la migration de Beta Israel restés en Éthiopie.

## Dans la culture
Cette opération est le sujet du film franco-israélien Va, vis et deviens de Radu Mihaileanu, qui reçut en 2005, le prix du meilleur film au festival international du film de Copenhague. Il raconte la vie en Israël d'un jeune réfugié chrétien éthiopien que sa mère a fait passer pour juif pour qu'il quitte le camp.
Radu Mihaileanu réalisa par ailleurs en 2007 un documentaire sur le même sujet, Opération Moïse. 